# Das Wasser – Der letzte Kopfsprung
Das Wasser – der letzte Kopfsprung (portugiesischer Originaltitel: O Último Mergulho) ist ein Filmdrama des portugiesischen Regisseurs João César Monteiro aus dem Jahr 1992. Das Drehbuch schrieb der Regisseur selbst, auf Basis von Texten von Friedrich Hölderlin.
Der Film entstand eigentlich als Fernsehauftragsarbeit, als einer von vier Teilen zu den vier Elementen (Erde, Wasser, Luft und Feuer). Im Vorspann nennt der Regisseur den Film nur einen Versuch.

## Handlung
Der junge Samuel starrt in die Fluten des Tejo starrt und lädt den vorbeispazierenden pensionierten Seemann Elói ein, mit ihm einen letzten Kopfsprung in den Fluss zu wagen und damit aus dem Leben zu scheiden. Der vom Leben müde Elóis ist aber noch nicht lebensmüde und kann ihn mit Mühe davon abhalten. Er überzeugt ihn, vor dem Tod lieber noch einmal in zwei langen Nächten durch die Stadt zu ziehen, die gerade das alljährliche Stadtfest Santo António begeht. Dabei begegnen sie auch Esperança, die stumme Tochter Elóis, die als Prostituierte in einer einschlägigen Bar arbeitet. Sie freunden sich zudem mit zwei ihrer Kolleginnen, Rosa Bianca und Ivone an, und enden alle in einer heruntergekommenen Pension.
Samuel denkt nun nicht mehr an einen letzten Kopfsprung ins Wasser, sondern ist von Esperança verzaubert. Am Ende ist es dann Elói, der in die Fluten des Tejo springt. Rosa Bianca kehrt auf einem russischen Schiff in ihre Heimat zurück, während Ivone ihr Leben weiterführt. Esperança und Samuel dagegen finden irgendwo in einer idyllischen Welt zusammen ihr Glück.

## Produktion und Rezeption
Der Film wurde 1992 im Großraum Lissabon gedreht und von der Filmproduktionsgesellschaft Madragoa Filmes (Portugal) in Koproduktion mit La Sept (Frankreich) und dem öffentlich-rechtlichen portugiesischen Fernsehsender RTP produziert.
Seine Premiere feierte er im September 1992 beim 49. Filmfestival von Venedig, wo er für einen Goldenen Löwen nominiert war.
In Frankreich hatte er am 18. September 1992 seinen Kinostart, ebenso in Portugal, wo er nach einer Vorpremiere in der Cinemateca Portuguesa am 17. September 1992 in nur drei Sälen anlief (King/Lissabon, Casa das Artes/Porto und Theatro Circo/Braga) und 4.900 Zuschauer zählte.

„Eine anarchische filmische Improvisation über das nächtliche Lissabon; wie die übrigen Filme der Reihe "Die vier Elemente" zwar eine Fernsehauftragsarbeit, die sich aber keinesfalls von Fernsehästhetik leiten läßt. Ein kleines Meisterwerk portugiesischer Filmkunst.“

Der Film erschien 2003 als DVD bei Lusomundo, allein und als Teil einer Werkschau-DVD-Box.